# Boyer (Saona i Loara)
Boyer – miejscowość i gmina we Francji, w regionie Burgundia-Franche-Comté, w departamencie Saona i Loara.
Według danych na rok 1990 gminę zamieszkiwało 655 osób, a gęstość zaludnienia wynosiła 39 osób/km² (wśród 2044 gmin Burgundii Boyer plasuje się na 365. miejscu pod względem liczby ludności, natomiast pod względem powierzchni na miejscu 561.).